# Hiroki Endo
Hiroki Endo (遠藤浩輝?, Endō Hiroki; Prefettura di Akita, 3 novembre 1970) è un fumettista giapponese, noto per il manga Eden: It's an Endless World!.
È laureato all'Università d'arte Musashino. Ha cominciato la carriere di mangaka disegnando 4 koma, ma deve la sua fama al manga di fantascienza, Eden: It's an Endless World!, che scrive e disegna. A questo alterna storie brevi, raccolte in antologie.

## Serie
- Eden: It's an Endless World! (1997–2008). Pubblicato da Kōdansha in 18 volumi. In Italia è uscito per Panini Comics.
- Meltdown (メルトダウン) (2002–in corso). Pubblicato da Kōdansha. Inedito in Italia.
- Hantei Shiai Jōtō! (判定試合上等!) (2006–in corso). Pubblicato da Kōdansha. Inedito in Italia.
- All Rounder Meguru (オールラウンダー廻) (2008–2016). Pubblicato da Kōdansha in 19 volumi. In Italia è uscito per Panini Comics.
- Soft Metal Vampire (2016-in corso). Pubblicato da Kōdansha. In Italia è stato annunciato da Panini Comics.

## Storie autoconclusive
- Racconti brevi Volume 1 (1996–1997)

contiene 3 storie: Il corvo, la ragazza e lo yakuza, Sicuramente diventerà una ragazza carina, Per noi che non crediamo in dio.
- Racconti brevi Volume 2 (1996–2000)

contiene 4 storie: Hang, Liceale del 2000, Stazione, Boys Don't Cry.